# 春野町越木平
春野町越木平（はるのちょうこしきだいら）は静岡県浜松市天竜区の大字。

## 地理
浜松市天竜区の東部に位置する。東で春野町田河内、西で春野町筏戸大上及び春野町五和、南で春野町牧野、北で春野町杉と接する。

### 山岳
- セド山

### 河川
- 熊切川

## 歴史

### 沿革
- 1889年（明治22年）4月1日 - 町村制の施行により、周智郡越木平村が周辺の村と合併し、周智郡熊切村となる[WEB 6]。旧村名は熊切村の大字として残る[WEB 7]。
- 1956年（昭和31年）9月30日 – 熊切村が周辺の町村と新設合併して春野町となる。
- 1957年（昭和32年）8月1日 – 春野町が気多村と新設合併を行い、改めて春野町が発足する。
- 2005年（平成17年）7月1日 – 春野町外10市町村が浜松市に編入される。
- 2007年（平成19年）4月1日 - 浜松市が政令指定都市となる。春野町越木平は天竜区の一部となる。

## 施設
- 越木平製茶組合

## 交通

### バス
- 浜松市春野ふれあいバス
  - 越木平線（火・金曜運行）：（春野協働センター 方面 - ）海老頭入口 - 越木平
  - 熊切線（水・金曜運行）：（春野協働センター 方面 - ）賀々沢（ - 田河内 方面）
    - 遠鉄タクシーに委託
    - 越木平線は午後便のみ・熊切線は全便事前予約制、祝日及び年末年始は運休

### 道路
- 静岡県道263号春野下泉停車場線
- 静岡県道389号水窪森線

## その他

### 学区
小学校・中学校の学区は以下の通りである。
- 浜松市立気田小学校
- 浜松市立春野中学校

### 警察
警察の管轄区域は以下の通りである。
| 番・番地等 | 警察署     | 交番・駐在所     |
| ---------- | ---------- | ---------------- |
| 全域       | 天竜警察署 | 熊切警察官駐在所 |

### 消防
消防の管轄区域は以下の通りである。
| 番・番地等 | 消防署     | 本署/出張所 |
| ---------- | ---------- | ----------- |
| 全域       | 天竜消防署 | 春野出張所  |

### WEB
1. ↑  “h02_22.csv”.   総務省 (2022年2月10日). 2024年12月8日閲覧。
2. ↑  “静岡県浜松市天竜区春野町越木平 (221370600)｜国勢調査町丁・字等別境界データセット”.   人文学オープンデータ共同利用センター. 2024年12月8日閲覧。
3. ↑  “静岡県 浜松市天竜区 春野町越木平の郵便番号 - 日本郵便”.   日本郵便. 2024年12月8日閲覧。
4. ↑  “市外局番の一覧”.   総務省 (2022年3月1日). 2024年12月8日閲覧。
5. ↑  “事業所案内及び管轄地域（事務所3件、分室3件）”.   一般社団法人静岡県自動車会議所. 2024年12月8日閲覧。
6. ↑  “historyofcities.pdf”.   静岡県総務部合併推進室・財団法人静岡県市町村振興協会. 2024年12月8日閲覧。
7. ↑  “解説ページ”.   株式会社エア. 2024年12月8日閲覧。
8. ↑  “学校名から探す／浜松市”.   浜松市 (2024年1月1日). 2024年12月8日閲覧。
9. ↑  “熊切駐在所｜静岡県警察”.   静岡県警察 (2023年1月11日). 2024年12月8日閲覧。
10. ↑  “消防署の町別管轄「は」／浜松市”.   浜松市 (2024年3月21日). 2024年12月8日閲覧。